# Aineffe
Aineffe is een dorp in de Belgische provincie Luik en een deelgemeente van de gemeente Faimes, het was een zelfstandige gemeente tot aan de gemeentelijke herindeling van 1977.
Aineffe is een Haspengouws landbouwdorp met veel graanteelt dat centraal gelegen is tussen Hoei en Borgworm langs de N65, de verbindingsweg tussen beide steden. De aansluiting naar de autosnelweg E42 ligt op een viertal kilometer van de dorpskern. Hierdoor ontwikkelt Aineffe zich tegenwoordig sterk als woondorp.

## Geschiedenis
Aineffe werd voor het eerst vermeld in 911. Het dorp was oorspronkelijk een deel van het graafschap Moha dat in het begin van de 13e eeuw volledig aan het prinsbisdom Luik werd geschonken.
In de 11e eeuw werd er reeds een parochiekerk gebouwd, toegewijd aan Sint-Sulpicius. In 1668 werd de heerlijkheid Aineffe in leen gegeven aan Pierre de Tiribu. Op dat moment telde het dorp 17 huizen.
Bij de vorming van de gemeenten in 1795 werd Aineffe een zelfstandige gemeente. Bij de fusie van 1977 verloor het dorp zijn zelfstandigheid en werd het bij Faimes gevoegd. Hierbij verhuisde Aineffe van het arrondissement Hoei naar het arrondissement Borgworm.
Kerkelijk werd Aineffe vanaf het Concordaat van 1801 een deel van de parochie Borlez.

## Bezienswaardigheden

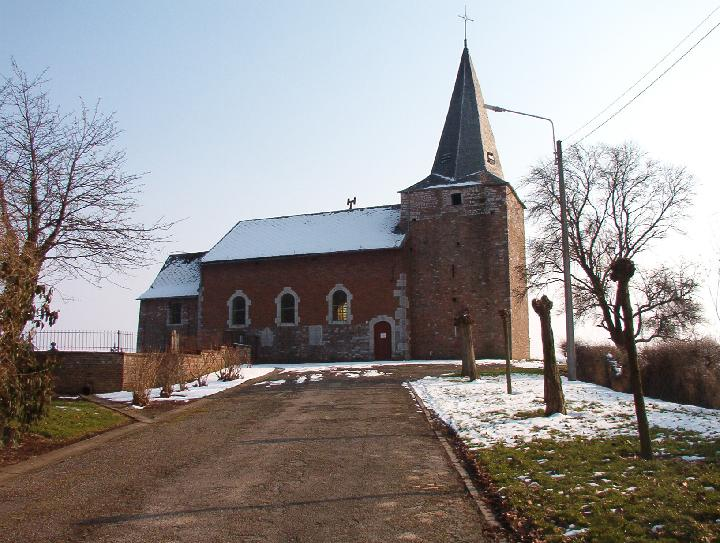
Sint-Sulpiciuskapel

- De beschermde Sint-Sulpiciuskapel (Chapelle Saint-Sulpice) met romaanse toren uit de 11e eeuw. In 1744 werd het schip heropgebouwd. Tijdens de laatste restauratie werden in de apsis muurschilderijen uit de 15e eeuw ontdekt die de Vlucht naar Egypte afbeelden.
- Het Kasteel van Aineffe uit de 18e eeuw
- De Ferme de Thiribu is een hoeve uit het einde van de 17e eeuw die eigendom was van de familie de Thiribu en de zetel van de heerlijkheid Aineffe was.
- De Tumulus van Aineffe

## Natuur en landschap
De hoogte aan de kapel bedraagt 182 meter.

## Demografische ontwikkeling
- Bronnen:NIS, Opm:1831 tot en met 1970=volkstellingen; 1976 = inwoneraantal op 31 december

## Nabijgelegen kernen
Chapon-Seraing, Vaux-et-Borset, Borlez